# Zoonavena
Zoonavena Mathews, 1918	è un genere di uccelli della famiglia Apodidae.

## Tassonomia
Il genere comprende le seguenti specie:
- Zoonavena grandidieri (J.Verreaux, 1867) - rondone codaspinosa del Madagascar, rondone codaspinosa malgascio
- Zoonavena thomensis (Hartert, 1900) - rondone codaspinosa di São Tomé
- Zoonavena sylvatica (Tickell, 1846) - rondone codaspinosa groppabianca, rondone codaspinosa indiano